# Jobs (film)
Cet article concerne le film de Joshua Michael Stern. Pour le film de Danny Boyle, voir Steve Jobs (film).
Pour les articles homonymes, voir Jobs.
Pour plus de détails, voir Fiche technique et Distribution.
Jobs (stylisé jOBS) est un film biographique américain sorti en 2013 réalisé par Joshua Michael Stern et écrit par Matt Whiteley.

## Synopsis
Le film est basé sur la carrière de Steve Jobs, cofondateur d'Apple. Il suit sa vie de 1971 jusqu'en 2001.

## Fiche technique
- Titre original et français : Jobs
- Réalisation : Joshua Michael Stern
- Scénario : Matt Whiteley, inspiré de la carrière de Steve Jobs
- Direction artistique : Bruce Robert Hill
- Décors : Freddy Waff
- Costumes : Lisa Jensen
- Photographie : Russell Carpenter
- Montage : Robert Komatsu
- Musique : John Debney
- Production : Mark Hulme, Gil Cates Jr. et David C. Traub (coproduction)
  - Production exécutive : Mark Hulme, Mark Benton Johnson et Marcos Rodriguez
- Sociétés de production : Five Star Institute
- Sociétés de distribution : Open Road Entertainment, Metropolitan FilmExport (en France)
- Budget : 12 600 000 de dollars
- Pays de production :  États-Unis
- Langue originale : anglais
- Format : couleur - 35 mm – 2,35:1 – son Dolby Digital
- Genre : Biopic et drame
- Durée : 122 minutes
- Dates de sortie :
  - États-Unis : : 25 janvier 2013 (avant-première au festival du film de Sundance) ; 16 août 2013 (sortie nationale)
  - Singapour : 15 août 2013
  - France : 21 août 2013

## Distribution
- Ashton Kutcher (VF : Adrien Antoine ; VQ : Antoine Durand) : Steve Jobs
- Josh Gad (VF : Christophe Lemoine ; VQ : Hugolin Chevrette) : Steve Wozniak
- Dermot Mulroney (VF : Renaud Marx ; VQ : Daniel Picard) : Mike Markkula
- Matthew Modine (VF : Philippe Vincent ; VQ : Pierre Auger) : John Sculley
- J. K. Simmons (VF : Jean-Yves Chatelais ; VQ : Pierre Chagnon) : Arthur Rock
- Lukas Haas (VF : Vincent de Bouard ; VQ : Guillaume Champoux) : Daniel Kottke
- Kevin Dunn (VF : Patrick Raynal ; VQ : Marc Bellier) : Gil Amelio
- James Woods (VF : Hervé Bellon ; VQ : Jean-Luc Montminy) : Jack Dudman
- Masi Oka : Ken Tanaka
- Brad William Henke (VF : Xavier Fagnon) : Paul Terrell (en)
- Victor Rasuk (VQ : Alexandre Fortin) : Bill Fernandez
- Eddie Hassell : Chris Espinosa
- Ron Eldard (VF : Jérôme Pauwels ; VQ : Patrick Chouinard) : Rod Holt (en)
- David Denman : Al Alcorn
- Ahna O'Reilly (VF : Karine Texier ; VQ : Catherine Bonneau) : Chrisann Brennan
- John Getz : Paul Jobs
- Lesley Ann Warren : Clara Jobs
- Nelson Franklin (en) (VF : Jérôme Frossard ; VQ : Frédérik Zacharek) : Bill Atkinson
- Robert Pine : Ed Woolard
- Giles Matthey (VF : Arnaud Arbessier) : Jonathan Ive
- Elden Henson : Andy Hertzfeld
- Lenny Jacobson : Burrell Smith
- Abby Brammell : Laurene Jobs
- Annika Bertea : Lisa Jobs
- Paul Barreto : Reed Jobs

Source et légende : version française (VF) sur RS Doublage AlloDoublage et selon le carton du doublage français sur le DVD zone 2 ; version québécoise (VQ) sur Doublage Québec

## Production

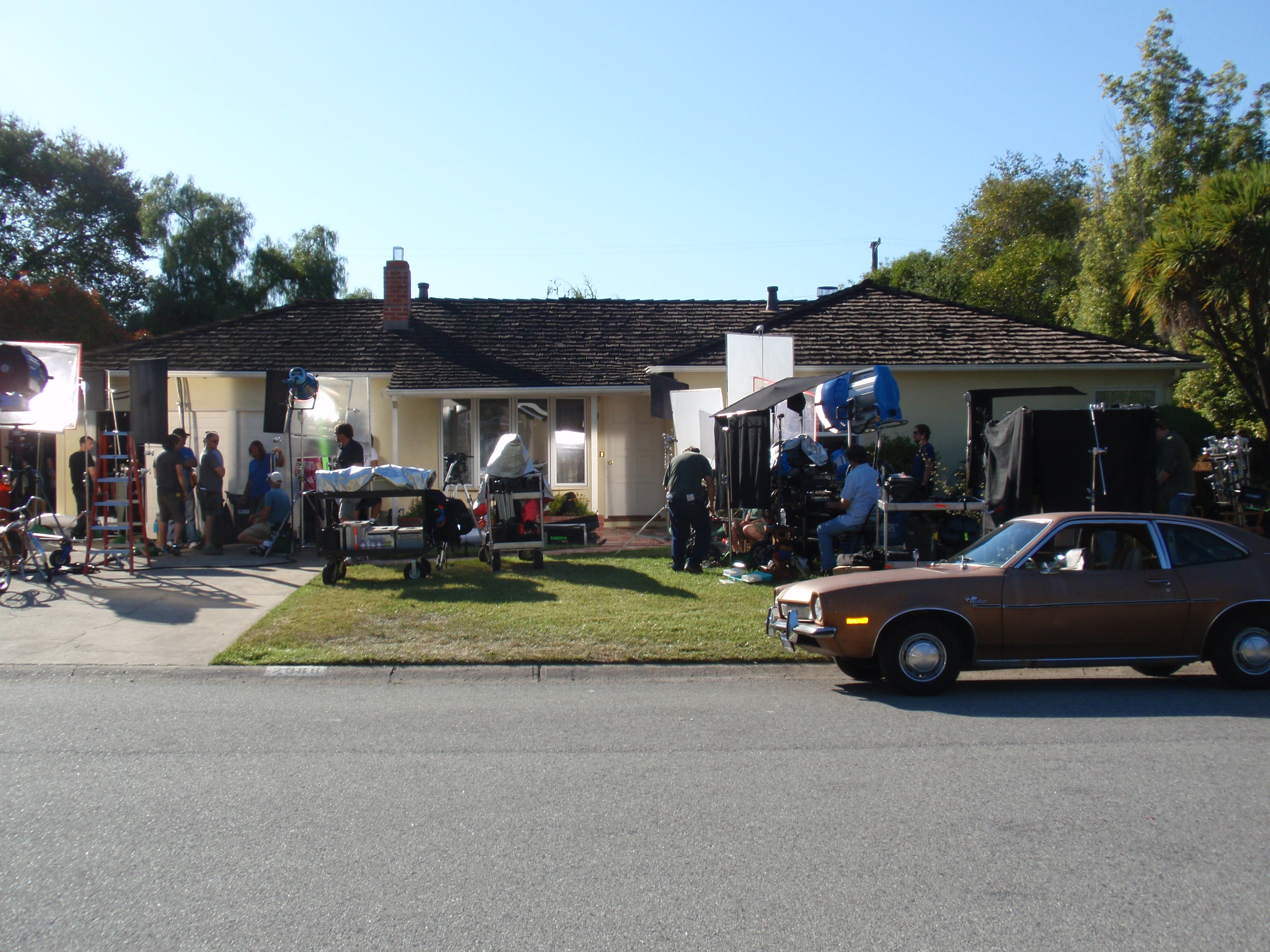
Équipes de tournage Jobs à sa maison d'enfance à Los Altos.

### Casting
Le rôle principal est tenu par Ashton Kutcher,, avec l'acteur Josh Gad dans le rôle du cofondateur d'Apple Computer, Steve Wozniak.

### Tournage
Le tournage a commencé en juin 2012 dans la maison d'enfance de Steve Jobs à Los Altos, puis à Santa Clarita et Palo Alto, pendant trois jours[réf. souhaitée]. Il se déroulera ensuite à Los Angeles pour une durée de 28 jours.[réf. souhaitée]

### Bande originale
1. Steve's Theme: Main Title
2. Hey Woz/Dawn Of Computers
3. Brandenburg Concerto No. 3 Allegro – I Barocchisti, Diego Fasolis
4. Leaving Homebrew
5. First Deal
6. Scarborough Fair – Dylan McDonald and Cassidy Cooper
7. We Got A Shop/In the Garage
8. There Were Times – Freddy Monday
9. The Breakup
10. Cold Calls
11. Silver Ghost – Parish Hall
12. The Deal
13. Jobs Fires His Girlfriend/Computer Fair
14. Roll With The Changes (Re:created) -REO Speedwagon
15. Jobs Fires Programmer
16. Going Public
17. Steve's The Problem/Letter From Lisa
18. Recruiting Team Macintosh
19. Simpler Interface/For Everyman
20. Jobs Gets John Sculley
21. 1984 Commercial
22. The Board Acts/Steve Makes Calls
23. Worst Mistake I Ever Made
24. Father And Son
25. Seven Years Later/Steve Jobs the Gardner
26. Jobs Returns/Tours Apple (feat. Josh Debney)
27. Why Do You Stay?
28. Walk On The Ocean (Jobs Mix) – Toad The Wet Sprocket
29. More Inventory
30. Steve Takes Control/Interim CEO
31. Resignations
32. Golden Parachute
33. Think Different

## Accueil

### Récompenses et distinctions

#### Nominations
- Festival du film de Sundance 2013 : sélection hors compétition « Premieres »